# Ana Kurnikova
Ana Sergejevna Kurnikova [ána sergéjevna kúrnikova] (rusko А́нна Серге́евна Ку́рникова), ruska tenisačica, * 7. junij 1981, Moskva, Sovjetska zveza.
Znana je predvsem po svojem zvezdniškem statusu in čeprav je bila leta 2000 na 8. mestu na WTA lestvici teniških igralk, ni v svoji karieri osvojila nobenega naslova za Grand Slam. Na vrhuncu njene popularnosti leta 2002 je bilo njeno ime ena od najbolj iskanih besednih zvez na iskalniku Google.
Kournikova je bila dobra predvsem v igranju dvojic, kjer je bila nekajkrat tudi na 1. mestu na WTA lestvici teniških igralk pri igri dvojic. Leta 1999 in 2002 je skupaj z Martino Hingis osvojila Grand Slam naslov na turnirju Odprtem prvenstvu Avstralije (Australian Open).
Leta 2003 je prenehala z aktivnim igranjem tenisa, domnevno zaradi težav s hrbtom in hrbtenico, ki jih je imela v zadnjih letih igranja. Občasno še nastopa na raznih ekshibicijskih turnirjih.
Kournikova prebiva na Miami Beach na Floridi